# Étoile à hélium extrême
Une étoile à hélium extrême — extreme helium star en anglais, abrégé EHe — est une étoile supergéante de faible masse dont le spectre est pratiquement dépourvu des raies de l'hydrogène, l'élément chimique le plus abondant dans l'Univers ; à la place, elle est constituée d'une très forte proportion d'hélium, d'où le qualificatif « d’extrême ». Dans la mesure où il n'existe aucun mécanisme connu susceptible de conduire à la formation d'étoiles dépourvues d'hydrogène à partir de nuages moléculaires, on pense que de telles étoiles se forment par la fusion de naines blanches, d'une part à hélium (de type DB ou DO, respectivement caractérisés par leurs raies He I et He II) et d'autre part à carbone (de type DQ).
Les étoiles à hélium extrêmes forment un sous-groupe parmi les étoiles déficientes en hydrogène, dont font partie par exemple des étoiles carbonées froides telles que R Coronae Borealis, les étoiles riches en hélium de type spectral O ou B, les étoiles Wolf-Rayet, les variables de type AM CVn, les naines blanches de type spectral WC et toutes les étoiles de transition telles que les étoiles de type PG 1159.
La première étoile à hélium extrême, HD 124448, a été découverte en 1942 par Daniel M. Popper à l'observatoire McDonald de l'université du Texas à Austin ; le spectre de cette étoile ne possédait pas de raies d'hydrogène mais au contraire des raies d'hélium très intenses ainsi que de carbone et d'oxygène. La seconde, PV Telescopii, a été découverte en 1952, et un total de 25 étoiles candidates était recensé en 1996, avant d'être ramené à 21 en 2006). Une caractéristique commune à l'ensemble de ces étoiles est que le rapport de concentration du carbone à l'hélium se situe toujours entre 0,3 à 1 %, et ceci quelle que soit la concentration en autres éléments chimiques.
Les étoiles à hélium extrêmes actuellement connues sont des supergéantes où l'hydrogène est déficient d'un facteur 10 000 ou plus. La température superficielle de ces étoiles est comprise entre 9 000 à 35 000 K. Elles sont constituées d'hélium avec environ 1 % de carbone (un atome sur cent environ). Cette composition implique que ces étoiles sont passées par les stades de fusion de l'hydrogène puis de l'hélium.
Deux scénarios ont été proposés pour expliquer la formation de telles étoiles :
1. Le modèle de double dégénérescence (DD) postule que ces étoiles constituent au départ un système binaire formé d'une petite naine blanche riche en hélium et d'une naine blanche plus grosse riche en carbone et en oxygène. Ces deux étoiles spiralent l'une vers l'autre sous l'effet d'ondes gravitationnelles et finissent par fusionner : si la masse résultante demeure inférieure à la masse de Chandrasekhar, l'accrétion de l'hélium sur le cœur de carbone et d'oxygène forme temporairement une supergéante visible comme étoile à hélium extrême, avant de refroidir en se condensant en naine blanche[3].
2. Le modèle du flash final (FF) postule que les étoiles à hélium extrêmes puissent se former comme étape tardive dans l'évolution stellaire après que l'étoile a quitté la branche asymptotique des géantes. La contraction de l'étoile en naine blanche après la phase de fusion de l'hydrogène provoque la fusion de l'hélium, qui se dilate et constitue l'essentiel du volume de l'étoile, devenue une étoile à hélium extrême[3].

L'examen de la composition chimique des étoiles EHe est cependant davantage en accord avec le modèle DD, qui prévoit que la phase de fusion de l'hélium a déjà partiellement eu lieu dans ce type d'étoiles.